# Christine Stanton
Christine Stanton, född 12 december 1959, är en friidrottare från Australien. Hon deltog vid olympiska sommarspelen 1980, olympiska sommarspelen 1984 och olympiska sommarspelen 1988.